# Zespół Denysa-Drasha
Zespół Denysa i Drasha (ang. Denys-Drash syndrome, DDS) – zespół wad wrodzonych obejmujących nerki i gonady. Przyczyną jest utrata materiału genetycznego w locus 11p13 gdzie prawidłowo zlokalizowany jest gen supresorowy WT1.

## Obraz kliniczny
Typowa dla zespołu Denysa-Drasha jest triada objawów:
- wrodzona nefropatia
- guz Wilmsa
- nieprawidłowe wykształcenie narządów płciowych.

Spotykane są również formy niepełne zespołu, na które zawsze składa się nefropatia z towarzyszącym guzem Wilmsa lub zaburzeniami w obrębie gonad. Jednak pacjenci, u których guz Wilmsa nie jest pierwotną składową zespołu mają podwyższone ryzyko rozwoju tego nowotworu w późniejszym życiu. 
Nefropatia na ogół manifestuje się jako wcześnie rozwijający się zespół nerczycowy, który przed ukończeniem trzeciego roku życia przechodzi w jawną klinicznie niewydolność nerek. Zaburzenia w obrębie narządów rozrodczych obejmują szerokie spektrum zaburzeń, typowo jest to dysgenezja gonad i pseudohermafrodytyzm.

## Epidemiologia
Zespół Denysa-Drasha jest rzadką jednostką chorobową. Śmiertelność jest bardzo wysoka ze względu na wysokie ryzyko rozwoju schyłkowej niewydolności nerek, a także złośliwy charakter guza Wilmsa.
Trudno określić czy częstość występowania zespołu jest zależna od płci, ponieważ malformacje narządów płciowych często uniemożliwiają prawidłowe określenie płci. Często dzieci, którym fenotypowo przypisano płeć żeńską prezentują męski genotyp 46XY.

## Diagnostyka
- Badania laboratoryjne - typowe dla zespołu nerczycowego jest wysokie stężenie białka w badaniu ogólnym moczu, często obserwuje się również krwiomocz. We krwi można stwierdzić podwyższone stężenia markerów wskazujących na obecność guza Wilmsa - kwasu hialuronowego, erytropoetyny i prohormonu reniny.
- W badaniach cytogenetycznych obserwuje się delecję fragmentu 11p13 chromosomu jedenastego.
- Badania obrazowe jamy brzusznej (ultrasonografia lub tomografia komputerowa) pozwalają uwidocznić guz Wilmsa, a niekiedy również nie stwierdzone w badaniu fizykalnym zaburzenia rozwojowe gonad (np. niezstąpione jądra).
- Biopsja nerek ukazuje zmiany sklerotyczne w obrębie kłębuszków nerkowych będące przyczyną zespołu nerczycowego.

## Leczenie
Ze względu na duże ryzyko rozwoju guza Wilmsa zaleca się profilaktyczne usunięcie obu nerek również u pacjentów, u których nowotwór jeszcze się nie rozwinął. Po zabiegu konieczna jest terapia nerkowozastępcza i ewentualnie przygotowanie do transplantacji nerki. Niekiedy konieczne jest również usunięcie nieprawidłowo wykształconych gonad ze względu na ryzyko rozwoju w nich procesu nowotworowego.